# Glass o ware!
„Glass o ware!” (jap. ガラスを割れ!) – szósty singel japońskiego zespołu Keyakizaka46, wydany w Japonii 7 marca 2018 roku przez Sony Records.
Singel został wydany w pięciu edycjach: regularnej (CD) i czterech CD+DVD (Type–A, Type–B, Type–C, Type–D). Osiągnął 1 pozycję w rankingu Oricon i pozostał na liście przez 108 tygodni. Zdobył status płyty Milion.

## Lista utworów
Wszystkie utwory zostały napisane przez Yasushiego Akimoto.

### Type–A
| CD | CD                                                              | CD                            | CD               | CD      |
| Nr | Tytuł utworu                                                    | Kompozycja                    | Aranżacja        | Długość |
| -- | --------------------------------------------------------------- | ----------------------------- | ---------------- | ------- |
| 1. | „Glass o ware!” (jap. ガラスを割れ!)                            | Junya Maesako, Yasutaka.Ishio | APAZZI           | 3:42    |
| 2. | „Mō mori e kaerō ka?” (jap. もう森へ帰ろうか?)                  | Kensuke Kawahara              | Kensuke Kawahara | 4:20    |
| 3. | „Yoake no kodoku” (jap. 夜明けの孤独) (wyk. Yurina Hirate)      | Masahiro Kawaura              | Masahiro Kawaura | 4:50    |
| 4. | „Glass o ware!” (jap. ガラスを割れ!) (off vocal ver.)           | Junya Maesako, Yasutaka.Ishio | APAZZI           | 3:42    |
| 5. | „Mō mori e kaerō ka?” (jap. もう森へ帰ろうか?) (off vocal ver.) | Kensuke Kawahara              | Kensuke Kawahara | 4:20    |
| 6. | „Yoake no kodoku” (jap. 夜明けの孤独) (off vocal ver.)          | Masahiro Kawaura              | Masahiro Kawaura | 4:50    |

| DVD | DVD                                                          | DVD     |
| Nr  | Tytuł utworu                                                 | Długość |
| --- | ------------------------------------------------------------ | ------- |
| 1.  | „Glass o ware!” (jap. ガラスを割れ!) (music video)           | 4:00    |
| 2.  | „Mō mori e kaerō ka?” (jap. もう森へ帰ろうか?) (music video) | 5:05    |
| 3.  | „Ishimori Nijika Jidori TV” (jap. 石森虹花 自撮りTV)         | 5:53    |
| 4.  | „Imaizumi Yui Jidori TV” (jap. 今泉佑唯 自撮りTV)            | 6:13    |
| 5.  | „Uemura Rina Jidori TV” (jap. 上村莉菜 自撮りTV)             | 6:04    |
| 6.  | „Saitō Fuyuka Jidori TV” (jap. 齋藤冬優花 自撮りTV)          | 6:18    |
| 7.  | „Shida Manaka Jidori TV” (jap. 志田愛佳 自撮りTV)            | 6:16    |
| 8.  | „Habu Mizuho Jidori TV” (jap. 土生瑞穂 自撮りTV)             | 6:26    |
| 9.  | „Harada Aoi Jidori TV” (jap. 原田葵 自撮りTV)                | 6:24    |

### Type–B
| CD | CD                                                                                | CD                            | CD               | CD      |
| Nr | Tytuł utworu                                                                      | Kompozycja                    | Aranżacja        | Długość |
| -- | --------------------------------------------------------------------------------- | ----------------------------- | ---------------- | ------- |
| 1. | „Glass o ware!” (jap. ガラスを割れ!)                                              | Junya Maesako, Yasutaka.Ishio | APAZZI           | 3:42    |
| 2. | „Mō mori e kaerō ka?” (jap. もう森へ帰ろうか?)                                    | Kensuke Kawahara              | Kensuke Kawahara | 4:20    |
| 3. | „Ima ni miteiro” (jap. イマニミテイロ) (wyk. Hiragana Keyakizaka46 1. Generation) | Junya Maesako, Yasutaka.Ishio | Yasutaka.Ishio   | 4:36    |
| 4. | „Glass o ware!” (jap. ガラスを割れ!) (off vocal ver.)                             | Junya Maesako, Yasutaka.Ishio | APAZZI           | 3:42    |
| 5. | „Mō mori e kaerō ka?” (jap. もう森へ帰ろうか?) (off vocal ver.)                   | Kensuke Kawahara              | Kensuke Kawahara | 4:20    |
| 6. | „Ima ni miteiro” (jap. イマニミテイロ) (off vocal ver.)                           | Junya Maesako, Yasutaka.Ishio | Yasutaka.Ishio   | 4:36    |

| DVD | DVD                                                    | DVD     |
| Nr  | Tytuł utworu                                           | Długość |
| --- | ------------------------------------------------------ | ------- |
| 1.  | „Glass o ware!” (jap. ガラスを割れ!) (music video)     | 4:00    |
| 2.  | „Ima ni miteiro” (jap. イマニミテイロ) (music video)   | 4:48    |
| 3.  | „Ozeki Rika Jidori TV” (jap. 尾関梨香 自撮りTV)        | 6:15    |
| 4.  | „Oda Nana Jidori TV” (jap. 織田奈那 自撮りTV)          | 5:51    |
| 5.  | „Satō Shiori Jidori TV” (jap. 佐藤詩織 自撮りTV)       | 4:43    |
| 6.  | „Nagasawa Nanako Jidori TV” (jap. 長沢菜々香 自撮りTV) | 4:43    |
| 7.  | „Moriya Akane Jidori TV” (jap. 守屋茜 自撮りTV)        | 6:14    |
| 8.  | „Yonetani Nanami Jidori TV” (jap. 米谷奈々未 自撮りTV) | 5:46    |
| 9.  | „Watanabe Rika Jidori TV” (jap. 渡辺梨加 自撮りTV)     | 5:25    |

### Type–C
| CD | CD                                                                  | CD                            | CD                   | CD      |
| Nr | Tytuł utworu                                                        | Kompozycja                    | Aranżacja            | Długość |
| -- | ------------------------------------------------------------------- | ----------------------------- | -------------------- | ------- |
| 1. | „Glass o ware!” (jap. ガラスを割れ!)                                | Junya Maesako, Yasutaka.Ishio | APAZZI               | 3:42    |
| 2. | „Mō mori e kaerō ka?” (jap. もう森へ帰ろうか?)                      | Kensuke Kawahara              | Kensuke Kawahara     | 4:20    |
| 3. | „Zenmai shikake no yume” (jap. ゼンマイ仕掛けの夢) (wyk. Yuichans)  | Katsuhiko Yamamoto            | Yüichi "Masa" Nonaka | 3:59    |
| 4. | „Glass o ware!” (jap. ガラスを割れ!) (off vocal ver.)               | Junya Maesako, Yasutaka.Ishio | APAZZI               | 3:42    |
| 5. | „Mō mori e kaerō ka?” (jap. もう森へ帰ろうか?) (off vocal ver.)     | Kensuke Kawahara              | Kensuke Kawahara     | 4:20    |
| 6. | „Zenmai shikake no yume” (jap. ゼンマイ仕掛けの夢) (off vocal ver.) | Katsuhiko Yamamoto            | Yüichi "Masa" Nonaka | 3:59    |

| DVD | DVD                                                                          | DVD     |
| Nr  | Tytuł utworu                                                                 | Długość |
| --- | ---------------------------------------------------------------------------- | ------- |
| 1.  | „Glass o ware!” (jap. ガラスを割れ!) (music video)                           | 4:00    |
| 2.  | „Zenmai shikake no yume” (jap. ゼンマイ仕掛けの夢) (music video)             | 5:01    |
| 3.  | „Ozeki Rika Jidori TV” (jap. 尾関梨香 自撮りTV)                              | 6:15    |
| 4.  | „Koike Minami Jidori TV” (jap. 小池美波 自撮りTV)                            | 6:03    |
| 5.  | „Kobayashi Yui Jidori TV” (jap. 小林由依 自撮りTV)                           | 6:10    |
| 6.  | „Sugai Yuuka Jidori TV” (jap. 菅井友香 自撮りTV)                             | 5:53    |
| 7.  | „Hirate Yurina Jidori TV” (jap. 平手友梨奈 自撮りTV)                         | 5:52    |
| 8.  | „Hiragana Keyakizaka46 1-kisei tokuten eizō” (jap. けやき坂46 1期生特典映像) | 22:36   |

### Type–D
| CD | CD                                                              | CD                            | CD               | CD      |
| Nr | Tytuł utworu                                                    | Kompozycja                    | Aranżacja        | Długość |
| -- | --------------------------------------------------------------- | ----------------------------- | ---------------- | ------- |
| 1. | „Glass o ware!” (jap. ガラスを割れ!)                            | Junya Maesako, Yasutaka.Ishio | APAZZI           | 3:42    |
| 2. | „Mō mori e kaerō ka?” (jap. もう森へ帰ろうか?)                  | Kensuke Kawahara              | Kensuke Kawahara | 4:20    |
| 3. | „Bathroom Travel” (jap. バスルームトラベル)                     | Furuppe                       | Furuppe          | 3:52    |
| 4. | „Glass o ware!” (jap. ガラスを割れ!) (off vocal ver.)           | Junya Maesako, Yasutaka.Ishio | APAZZI           | 3:42    |
| 5. | „Mō mori e kaerō ka?” (jap. もう森へ帰ろうか?) (off vocal ver.) | Kensuke Kawahara              | Kensuke Kawahara | 4:20    |
| 6. | „Bathroom Travel” (jap. バスルームトラベル)                     | Furuppe                       | Furuppe          | 3:52    |

| DVD | DVD                                                                          | DVD     |
| Nr  | Tytuł utworu                                                                 | Długość |
| --- | ---------------------------------------------------------------------------- | ------- |
| 1.  | „Glass o ware!” (jap. ガラスを割れ!) (music video)                           | 4:00    |
| 2.  | „Bathroom Travel” (jap. バスルームトラベル) (music video)                    | 4:06    |
| 3.  | „Suzumoto Miyu Jidori TV” (jap. 鈴本美愉 自撮りTV)                           | 6:06    |
| 4.  | „Nagahama Neru Jidori TV” (jap. 長濱ねる 自撮りTV)                           | 5:30    |
| 5.  | „Watanabe Risa Jidori TV” (jap. 渡邉理佐 自撮りTV)                           | 6:13    |
| 6.  | „Hiragana Keyakizaka46 2-kisei tokuten eizō” (jap. けやき坂46 2期生特典映像) | 26:35   |

### Edycja regularna
| CD | CD                                                                              | CD                                             | CD               | CD      |
| Nr | Tytuł utworu                                                                    | Kompozycja                                     | Aranżacja        | Długość |
| -- | ------------------------------------------------------------------------------- | ---------------------------------------------- | ---------------- | ------- |
| 1. | „Glass o ware!” (jap. ガラスを割れ!)                                            | Junya Maesako, Yasutaka.Ishio                  | APAZZI           | 3:42    |
| 2. | „Mō mori e kaerō ka?” (jap. もう森へ帰ろうか?)                                  | Kensuke Kawahara                               | Kensuke Kawahara | 4:20    |
| 3. | „Hanbun no kioku” (jap. 半分の記憶) (wyk. Hiragana Keyakizaka46 2nd Generation) | Tsukasa Yoshida, Tatsuhiko "Sibelius" Murayama | Makoto Wakatabe  | 4:59    |
| 4. | „Glass o ware!” (jap. ガラスを割れ!) (off vocal ver.)                           | Junya Maesako, Yasutaka.Ishio                  | APAZZI           | 3:42    |
| 5. | „Mō mori e kaerō ka?” (jap. もう森へ帰ろうか?) (off vocal ver.)                 | Kensuke Kawahara                               | Kensuke Kawahara | 4:20    |
| 6. | „Hanbun no kioku” (jap. 半分の記憶) (off vocal ver.)                            | Tsukasa Yoshida, Tatsuhiko "Sibelius" Murayama | Makoto Wakatabe  | 4:59    |

## Skład zespołu
| „Glass o ware!” |
| --- |
| - Kanji Keyaki: Nijika Ishimori, Yui Imaizumi, Rina Uemura, Rika Ozeki, Nana Oda, Minami Koike, Yui Kobayashi, Fuyuka Saitō, Shiori Satō, Manaka Shida, Yūka Sugai, Miyu Suzumoto, Nanako Nagasawa, Neru Nagahama, Mizuho Habu, Aoi Harada, Yurina Hirate (środek), Akane Moriya, Nanami Yonetani, Rika Watanabe, Risa Watanabe |

| „Mō mori e kaerō ka?” |
| --- |
| - Kanji Keyaki: Nijika Ishimori, Yui Imaizumi, Rina Uemura, Rika Ozeki, Nana Oda, Minami Koike, Yui Kobayashi, Fuyuka Saitō, Shiori Satō, Manaka Shida, Yūka Sugai, Miyu Suzumoto, Nanako Nagasawa, Neru Nagahama, Mizuho Habu, Aoi Harada, Yurina Hirate (środek), Akane Moriya, Nanami Yonetani, Rika Watanabe, Risa Watanabe |

| „Ima ni miteiro” |
| --- |
| - Hiragana Keyaki 1. gen.: Mao Iguchi, Sarina Ushio, Memi Kakizaki, Yūka Kageyama, Shiho Katō, Kyōko Saitō, Kumi Sasaki (środek), Mirei Sasaki, Mana Takase, Ayaka Takamoto, Mei Higashimura |

| „Zenmai shikake no yume”                    |
| ------------------------------------------- |
| - Kanji Keyaki: Yui Imaizumi, Yui Kobayashi |

| „Bathroom Travel”                                                |
| ---------------------------------------------------------------- |
| - Kanji Keyaki: Rika Ozeki, Minami Koike, Neru Nagahama (środek) |

| „Hanbun no kioku” |
| --- |
| - Hiragana Keyaki 2. gen.: Miku Kanemura, Hina Kawata, Nao Kosaka (środek), Suzuka Tomita, Akari Nibu, Hiyori Hamagishi, Konoka Matsuda, Manamo Miyata, Miho Watanabe |

## Notowania
| Lista                             | Pozycja |
| --------------------------------- | ------- |
| Oricon Weekly Singles Chart       | 1       |
| Oricon Yearly Singles Chart       | 8       |
| Billboard Japan Hot 100           | 1       |
| Billboard Japan Hot Singles Sales | 1       |

## Sprzedaż
| Dane wg         | Sprzedaż   |
| --------------- | ---------- |
| Oricon          | 1 036 365  |
| Billboard Japan | 1 088 127+ |